# Muscle sphincter externe de l'urètre féminin
Le muscle sphincter externe de l'urètre féminin est un muscle du triangle uro-génital situé dans l'espace profond du périnée.

## Description
Le muscle sphincter externe de l'urètre féminin entoure complètement l'urètre pelvien.
Des fibres externes naissent de la jonction entre la branche inférieure du pubis et l'ischium pour former le muscle compresseur de l'urètre qui rejoint la partie inférieure du muscle sphincter externe.
Des fibres inférieures du muscle sphincter externe englobent l'ensemble l'urètre et le vagin formant le muscle sphincter urétro-vaginal.

## Fonction
L'ensemble des muscles sphincter externe de l'urètre, sphincter urétro-vaginal et compresseur de l'urètre interviennent dans la continence urinaire volontaire en complément du sphincter urétral interne involontaire.

## Galerie

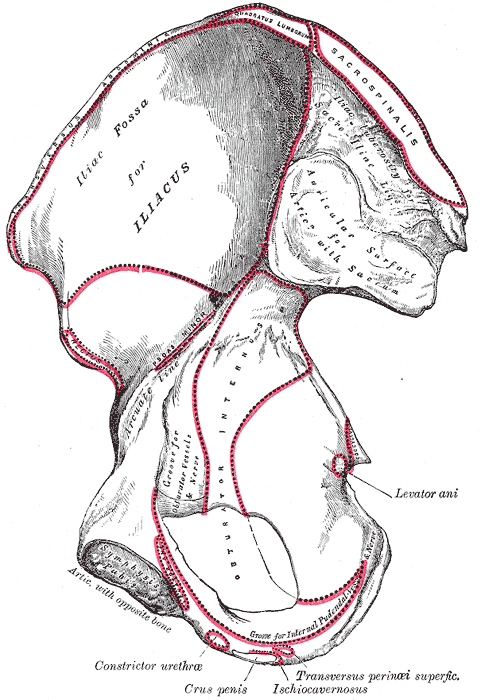
Insertion du muscle compresseur de l'urètre sur l'os coxal (constrictor urathrae)